# Sinfonía vasca
Sinfonía vasca és un curtmetratge documental sonor espanyol de Adolf Trotz rodat del 20 de març al 23 d'abril de 1936 al Teatro Trueba de Bilbao per la productora Producciones Hispánicas de José Luis Duro, amb música de Jesús García Leoz on es mostren imatges del paisatge basc. Fou estrenat el 29 de maig de 1936 i té una durada de 16 minuts.

## Argument
Creat a mode de poema simfònic, el curt mostra sense veu sinó amb música imatges d'esglésies, castells, ritus i creences, l'arbre de Guernica, el Santuari de Loiola, baserris, agricultura i pesca, Altos Hornos de Vizcaya (AHV), i esports i danses tradicionals basques, tot preponderant de manera idíl·lica el tradicional i rural sobre el modern. És una de les primeres pel·lícules on se senten algunes paraules en basc.

## Distribució
Sinfonía vasca va ser l'última pel·lícula rodada al País Basc abans de la Guerra Civil Espanyola, fou utilitzada amb finalitats propagandística durant la guerra tant per republicans com nacionals, així com pel Partit Nacionalista Basc. L'única còpia que quedava, propietat d'Altos Hornos de Vizcaya va desaparèixer durant la Transició Espanyola, quan l'empresa la va regalar al lehendakari Carlos Garaikoetxea, i es va considerar durant uns anys com a pel·lícula perduda. El 2013 el professor de la Universitat del País Basc Andoni Elezcano la va trobar a la Filmoteca Espanyola.

## Publicaciones
- Andoni Elezcano Roqueñi, Universidad del País Vasco: "Sinfonía vasca (1936), un documental con historia. De película comercial a instrumento político"; revista de cultura e investigación vasca "Sancho el Sabio", número 36, 2013, Estudios Vascos.